# 옥셀뢰순드시

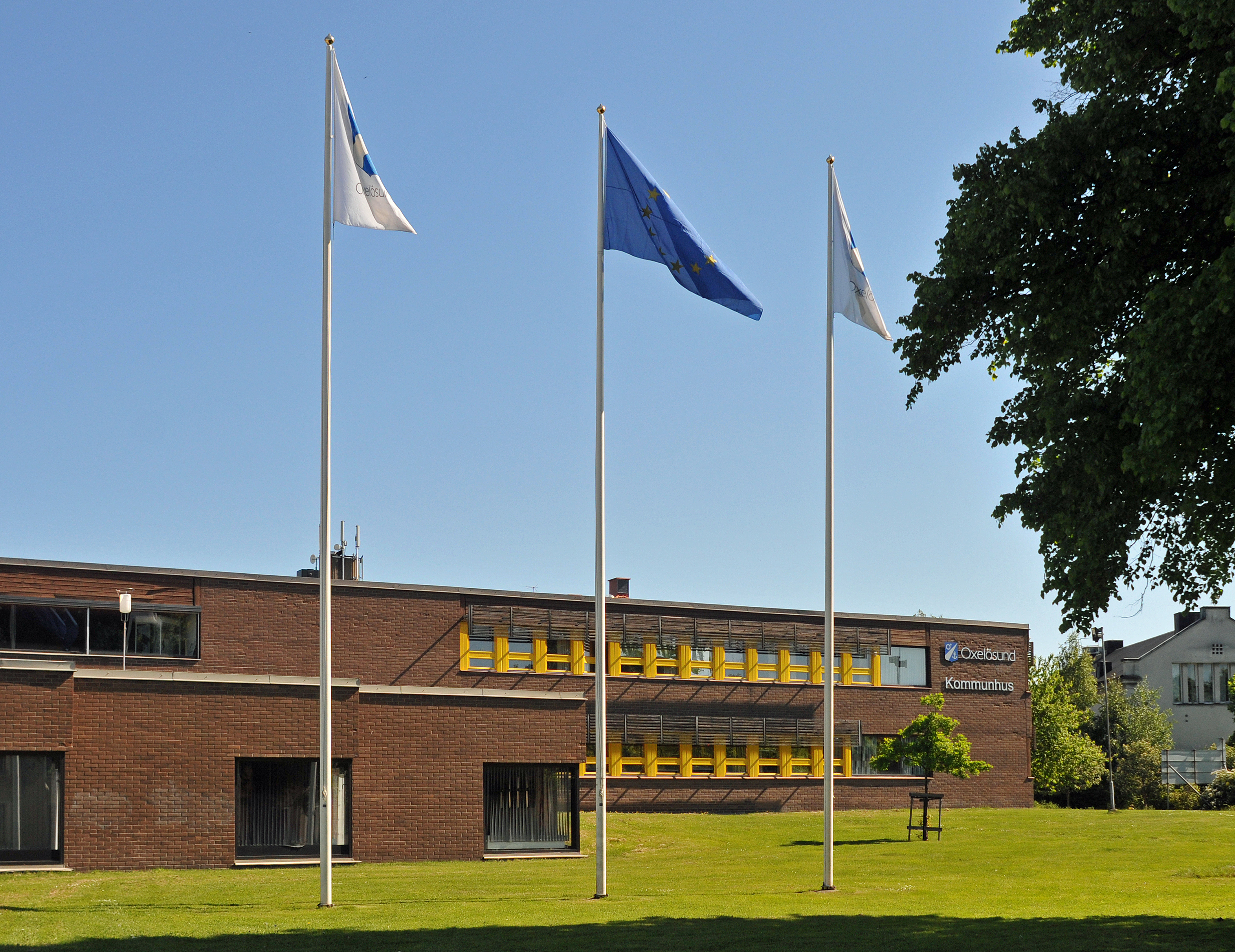
옥셀뢰순드 시청

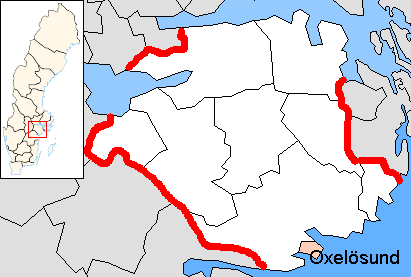
옥셀뢰순드 시의 위치

옥셀뢰순드시(스웨덴어: Oxelösunds kommun)는 스웨덴 쇠데르만란드주에 위치한 지방 자치체로 행정 중심지는 옥셀뢰순드이며 면적은 746.54km2, 인구는 11,921명(2016년 12월 31일 기준), 인구 밀도는 16명/km2이다.

시 문장